# Jugador Revelación de la ACB
Jugador Revelación de la ACB – nagroda przyznawana koszykarzowi, który zrobił największe postępy w danym sezonie w lidze ACB. Nagroda ta jest przyznawana od sezonu 2004/2005.
Od sezonu 2013/14 nagroda zmieniła nazwę na Best Young Player Award. Zawodnik nominowany do jej otrzymania musi mieć najwyżej 22 lata i rozegrać co najmniej połowę spotkań sezonu zasadniczego, spędzając na parkiecie średnio co najmniej 10 minut. Zaczęto również wybierać skład All-ACB Young Players Team.

## Zwycięzcy
| Rok  | Zawodnik         | Kraj                 | Zespół                 | Źródło |
| ---- | ---------------- | -------------------- | ---------------------- | ------ |
| 2005 | Sergio Rodríguez | Hiszpania            | Asefa Estudiantes      | [ 2 ]  |
| 2006 | Carlos Suárez    | Hiszpania            | Asefa Estudiantes      | [ 3 ]  |
| 2007 | Ricky Rubio      | Hiszpania            | DKV Joventut           | [ 4 ]  |
| 2008 | Mirza Teletović  | Bośnia i Hercegowina | Caja Laboral           | [ 5 ]  |
| 2009 | Brad Oleson      | Stany Zjednoczone    | Baloncesto Fuenlabrada | [ 6 ]  |
| 2010 | Richard Hendrix  | Stany Zjednoczone    | CB Granada             | [ 7 ]  |
| 2011 | Gustavo Ayón     | Meksyk               | Baloncesto Fuenlabrada | [ 8 ]  |
| 2012 | Micah Downs      | Stany Zjednoczone    | Bàsquet Manresa        | [ 9 ]  |
| 2013 | Salah Mejri      | Tunezja              | Blu:sens Monbús        |        |

## Najlepszy Młody Zawodnik
| Sezon   | Zawodnik         | Zespół               | Przyp. |
| ------- | ---------------- | -------------------- | ------ |
| 2013–14 | Guillem Vives    | FIATC Joventut       |        |
| 2014–15 | Dani Díez        | Gipuzkoa Basket      | [ 10 ] |
| 2015–16 | Juan Hernangómez | Movistar Estudiantes | [ 11 ] |
| 2016–17 | Luka Dončić      | Real Madryt          | [ 12 ] |
| 2017–18 | Luka Dončić (2)  | Real Madryt          | [ 13 ] |
| 2018–19 | Carlos Alocén    | Tecnyconta Saragossa |        |

## Składy najlepszych młodych zawodników ACB/Ligi Endesa
| Sezon   | Zawodnicy                  | Zespoły                              |
| ------- | -------------------------- | ------------------------------------ |
| 2013–14 | Guillem Vives              | FIATC Joventut                       |
| 2013–14 | Álex Abrines               | FC Barcelona                         |
| 2013–14 | Marcus Eriksson            | La Bruixa d'Or                       |
| 2013–14 | Kristaps Porziņģis         | Cajasol                              |
| 2013–14 | Walter Tavares             | Herbalife Gran Canaria               |
| 2014–15 | Guillem Vives              | Valencia Basket                      |
| 2014–15 | Álex Abrines               | FC Barcelona                         |
| 2014–15 | Dani Díez                  | Gipuzkoa Basket                      |
| 2014–15 | Kristaps Porziņģis (2)     | Baloncesto Sevilla                   |
| 2014–15 | Guillermo Hernangómez      | Baloncesto Sevilla                   |
| 2015–16 | Luka Dončić                | Real Madryt                          |
| 2015–16 | Ludde Håkanson             | Baloncesto Sevilla                   |
| 2015–16 | Santiago Yusta             | Rio Natura Monbus Obradoiro          |
| 2015–16 | Juancho Hernangómez        | Movistar Estudiantes                 |
| 2015–16 | Willy Hernangómez (2)      | Real Madryt                          |
| 2016–17 | Luka Dončić (2)            | Real Madryt                          |
| 2016–17 | Alberto Abalde             | Divina Seguros Joventut              |
| 2016–17 | Rolands Šmits              | Montakit Fuenlabrada                 |
| 2016–17 | Aleksandyr Wezenkow        | FC Barcelona Lassa                   |
| 2016–17 | Anžejs Pasečņiks           | Herbalife Gran Canaria               |
| 2017–18 | Sergi García               | Tecnyconta Saragossa/Walencja Basket |
| 2017–18 | Luka Dončić (3)            | Real Madryt                          |
| 2017–18 | Xabier López-Arostegui     | Divina Seguros Joventut              |
| 2017–18 | Jonathan Barreiro          | Tecnyconta Saragossa                 |
| 2017–18 | Simon Birgander            | Divina Seguros Joventut              |
| 2018–19 | Carlos Alocén              | Tecnyconta Saragossa                 |
| 2018–19 | Santiago Yusta (2)         | Real Madryt                          |
| 2018–19 | Xabier López-Arostegui (2) | Divina Seguros Joventut              |
| 2018–19 | Vlatko Čančar              | San Pablo Burgos                     |
| 2018–19 | Jordan Sakho               | Baxi Manresa                         |